# Pseudolotus
Pseudolotus, monotipski biljni rod iz porodice mahunarki. Donedavno su uključivane dvije vrste trajnica u pustinjskim krajevima Azije (Zaljevske države, Iran, Pakistan, Oman

## Vrste
1. Pseudolotus villosus (Blatt. & Hallb.) Ali & D.D.Sokoloff

- Pseudolotus makranicus (Rech.f. & Esfand.) Rech.f., sinonim za Pseudolotus villosus[2]